# Johann Philipp Kirnberger
Johann Philipp Kirnberger, także Kirnberg, Kernberg (ochrzcz. 24 kwietnia 1721 w Saalfeld, zm. 26 lub 27 lipca 1783 w Berlinie) – niemiecki kompozytor i teoretyk muzyki.

## Życiorys
Uczył się gry na organach u Johanna Petera Kellnera w Gräfenroda, następnie studiował w Sondershausen u Heinricha Nikolausa Gerbera (organy) i Ernsta Ludwiga Gerbera (skrzypce). W latach 1739–1741 był uczniem Johanna Sebastiana Bacha w Lipsku. W 1741 roku wyjechał na teren Rzeczypospolitej, gdzie przez następną dekadę działał na dworach Ponińskich, Rzewuskich i Lubomirskich. Przebywał m.in. w Częstochowie i w Równem, a w latach 1743 i 1747−1748 był kapelmistrzem przy klasztorze benedyktynek we Lwowie. W 1751 roku wrócił do Drezna, następnie działał jako skrzypek w kapeli Fryderyka Wielkiego w Poczdamie. W 1754 roku został członkiem kapeli księcia Henryka w Rheinsbergu, a od 1758 roku był nadwornym muzykiem i doradcą księżniczki Anny Amalii.

## Twórczość
Wysoko ceniony jako teoretyk muzyki, chociaż jego myśl często jest sformułowana w sposób niejasny i mało konsekwentny. Był autorem licznych traktatów, w tym Die Kunst des reinen Satzes in der Musik (2 tomy, wyd. Berlin i Królewiec 1771 i 1776−1779, 2. wyd. 1793), Clavier-übungen (4 tomy, 1761−1766) i Grundsätze des Generalbasses (1781). Był też autorem 112 artykułów w leksykonie Johanna Georga Sulzera Allgemeine Theorie der schönen Künste. W swoich rozważaniach próbował powiązać naukę kontrapunktu z nauką harmonii. Za podstawę kompozycji uważał linię generałbasu, z której jego zdaniem powinny wychodzić linie melodyczne pozostałych głosów. Opisał także trzy rodzaje temperacji stroju, wykorzystywane do dziś przy budowie organów. Do grona jego uczniów należał Johann Abraham Peter Schulz. Kirnberger zgromadził cenne zbiory muzyczne, tzw. Amalion-Bibliohek, w których znajdują się m.in. utwory J.S. Bacha.
Jako kompozytor był mało oryginalny. W swoich utworach nawiązywał z jednej strony do dorobku J.S. Bacha, z drugiej do modnego wówczas stylu galant. Komponował pieśni, motety, kantaty, sonaty, utwory na instrumenty klawiszowe.